# Anna-Sofia Maurin
Anna-Sofia Maurin, född 1969, är en svensk metafysiker.
Efter att ha varit verksam vid Lunds universitet blev hon i september 2012 professor i teoretisk filosofi vid Göteborgs universitet. Anna-Sofia Maurin har bland annat forskat kring troper. År 2008 fick hon 1,7 miljoner kronor för forskningsprojekt från Riksbankens jubileumsfond.